# 메시에 39

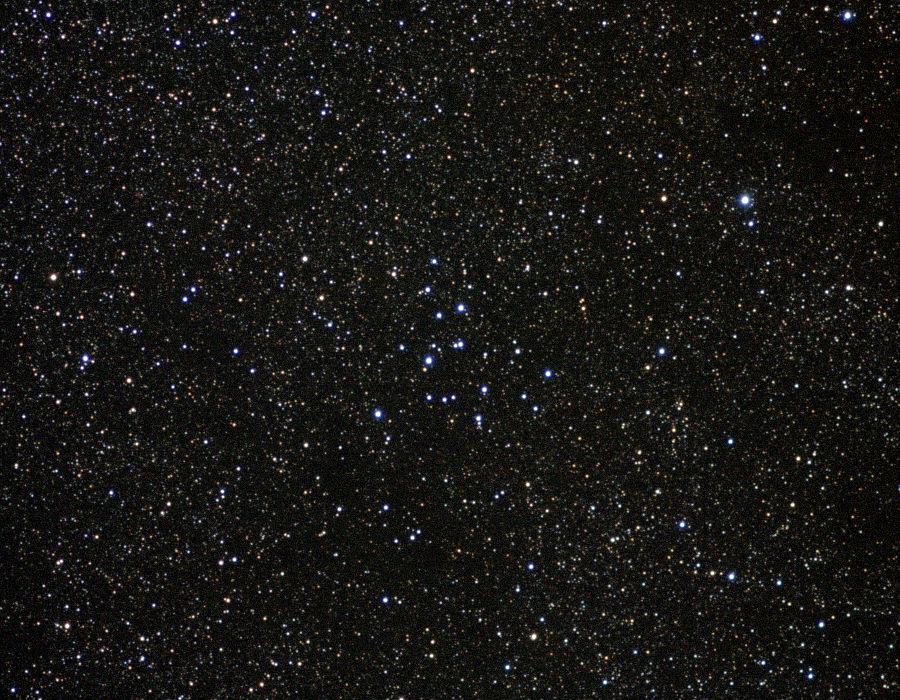
메시에 39의 모습

메시에 39(영어: NGC 7092)는 백조자리에 있는 산개 성단이다. 1764년 샤를 메시에가 발견하여 메시에 천체 목록에 추가했다.
M39는 지구에서 약 825 광년 떨어져 있으며, 겉보기 등급은 +4.6등급이다. 시직경은 32분으로 직경이 약 7 광년이며, 약 2억 3,000만 년~3억 년 전에 형성된 것으로 추정한다.

## 같이 보기
- 메시에 천체 목록